# 2020年チュグエフAn-26墜落事故
2020年チュグエフAn-26墜落事故（2020ねんチュグエフAn-26ついらくじこ、ウクライナ語: 2020 Чугуїв катастрофа Ан-26）は、2020年9月25日にウクライナのハルキウ州チュグエフでウクライナ空軍所属の機体が訓練中に墜落した航空事故。

## 事故機
事故を起こしたAn-26Sh (機体番号76 yellow、機体番号56-08、1977年10月21日初飛行) は、総飛行時間5985時間、着陸回数3450回。1996年7月、航空機修理工場410（キーウ）で改修された。

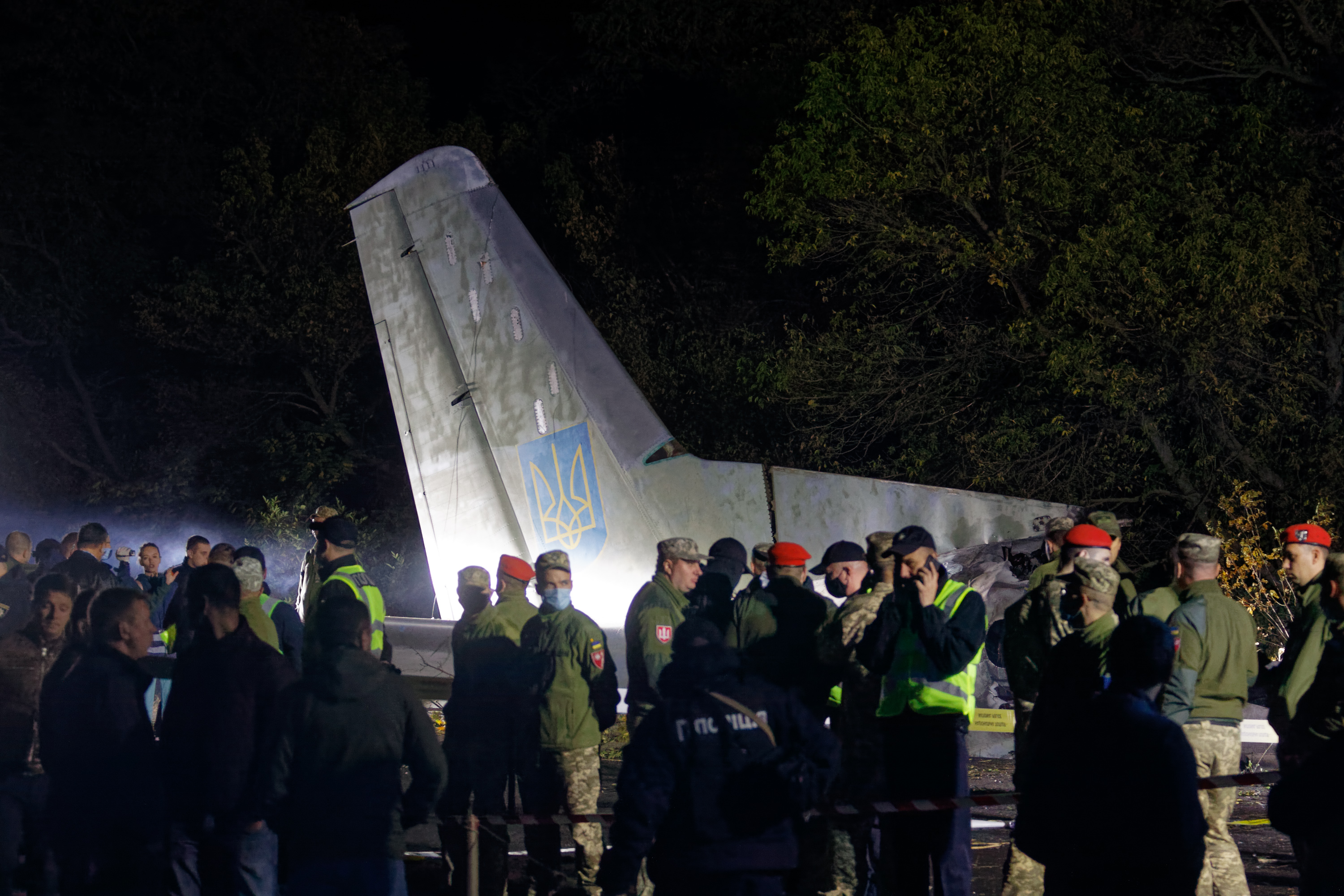
尾翼

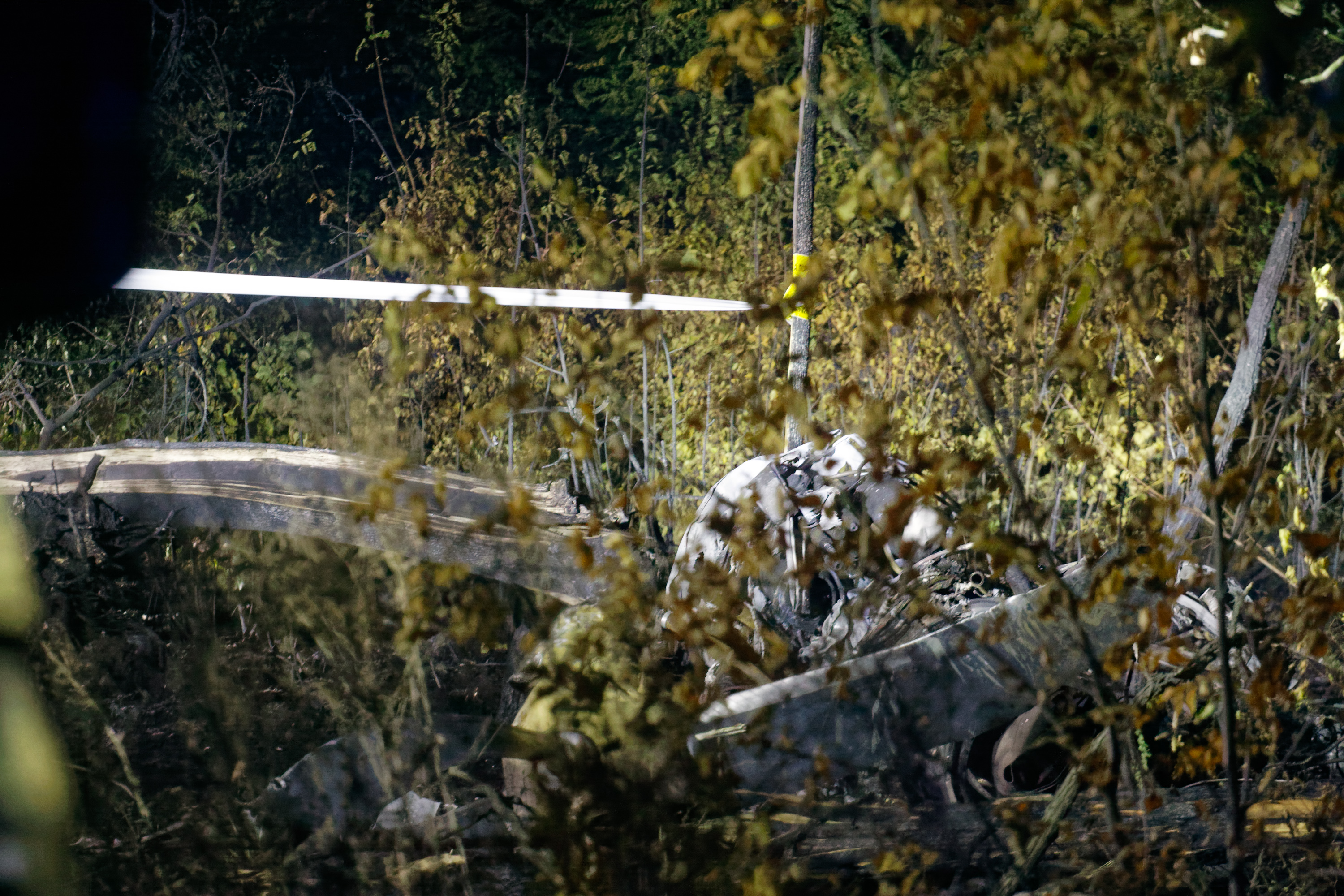
木陰にある残骸

改修以来、1,800時間飛行し、2,160回の着陸を行った。この機種の場合、耐用年数は20,000飛行時間、14,000回の着陸とされている。2020年8月、アントノフ社の監督の下、耐用年数は2022年6月21日まで延長され、次のオーバーホールは2022年7月に行われることとなった。この機体にはAI-24VTエンジンが搭載された。次の修理前の右エンジン (1974年に搭載) の耐用年数は2020年10月11日まで、左エンジン (1977年搭載) は2021年6月5日までであった。
同機は飛行可能な状態であり、2020年には大規模な整備は予定されていなかった。 2020年7月に公開されたプロゾロ公共調達サイトに掲載された、機体修理の契約締結に関する情報では、アントノフは同機の耐用年数を2年延長した。

## 事故の概要
2020年9月25日18時50分から、ハルキウ国立空軍大学飛行・航法士コースの士官候補生が航空機の操縦・操縦技術を習得するための訓練として、 An-26Shによる訓練飛行が行われた。訓練は計画通りに進み、午後10時50分まで続く予定だった。墜落前には、同機は6回の離陸と5回の着陸に成功していた。
乗組員は7人で構成されていた。機長は、飛行時間700時間以上の二等パイロットでこの訓練での教官でもあった。訓練生たちは交代で右席に座り、操縦技術を習得した。
公式情報によると、事故の経過は以下の通り。
- 20時35分、事故機はチュグエフ空軍基地から離陸し、計画に従って飛行を開始した。
- 20時38分、乗務員は左エンジントルクセンサーの圧力低下に気づき、航空管制官に報告、着陸指示が出された。
- 20時40分、乗務員は着陸を要請したが、その時点では別の飛行機が滑走路を使用中だったため、乗務員は要請から1分後に着陸の許可を得た。
- 20時43分、事故機は飛行場の長距離無線ビーコンを通過し、フラップと着陸装置を降ろし、降下を開始、着陸の準備が整ったことを報告した。
- 20時45分、着陸進入中に事故機は、空軍基地の滑走路から約1,500メートル離れた地点で地面に衝突した。その後、飛行機の胴体から火災が発生した。

事故機は高速道路M03の近くに墜落した。事故によって発生した火災は、現場に到着した国家非常事態庁と内務省の部隊によって午後9時55分に消し止められた。墜落中、飛行機は高速道路を走行していた車に衝突しかけた。運転手と乗客は墜落現場に救助隊を呼び、墜落から生き残った人々に応急処置を施した。1人は火を噴いていたが消火器で消し止められ、もう1人は頭を骨折し足に切り傷を負っていたが意識があり会話可能な状態だった。目撃者によると、士官候補生はパラシュートなしで飛び降りたという。

## 事故を受けての対応

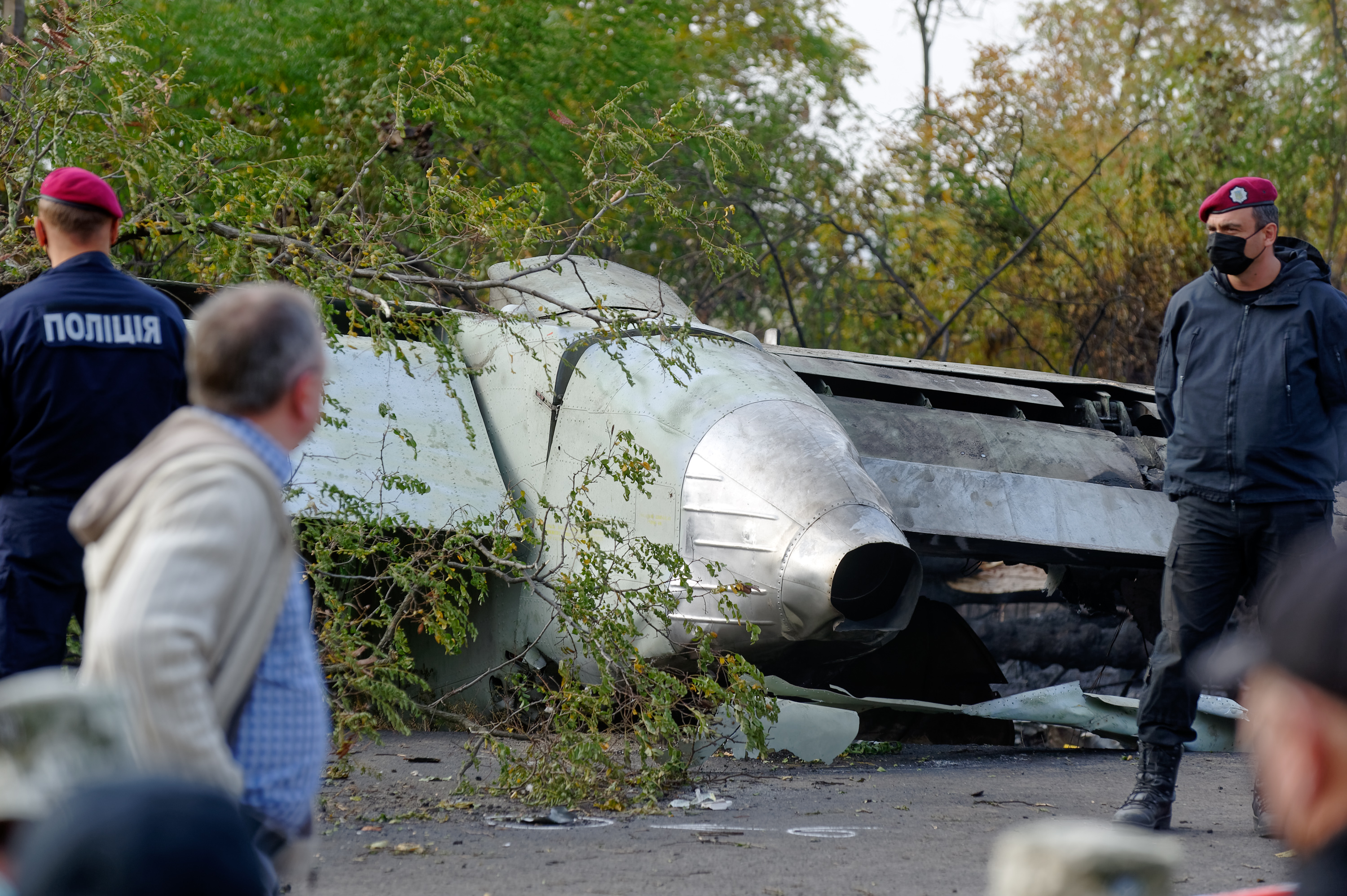
事故機の尾翼の一部

9月26日、ウクライナのウォロディミル・ゼレンスキー大統領は、事故の状況を調査し、必要なすべての支援を提供するための国家委員会を設置した。国家委員会の委員長には、ウクライナ第1副首相オレフ・ウルスキー、副委員長には、国防大臣アンドリー・タランが就任した。委員としては、ウクライナ軍総司令官ルスラン・コムチャック、保安庁長官イワン・バカノフ、国家安全保障・国防会議第一副長官ミハイロ・コバル、内務大臣アルセン・アバコフ、保健大臣マクシム・ステパノフ、大統領府副長官オレグ・タタロフ、国家航空局長官オレクサンドル・ビルチューク、国家非常事態庁長官ミコラ・チェホトキン、ハルキウ州知事オレクシー・クチェル、その他関係者が含まれた。

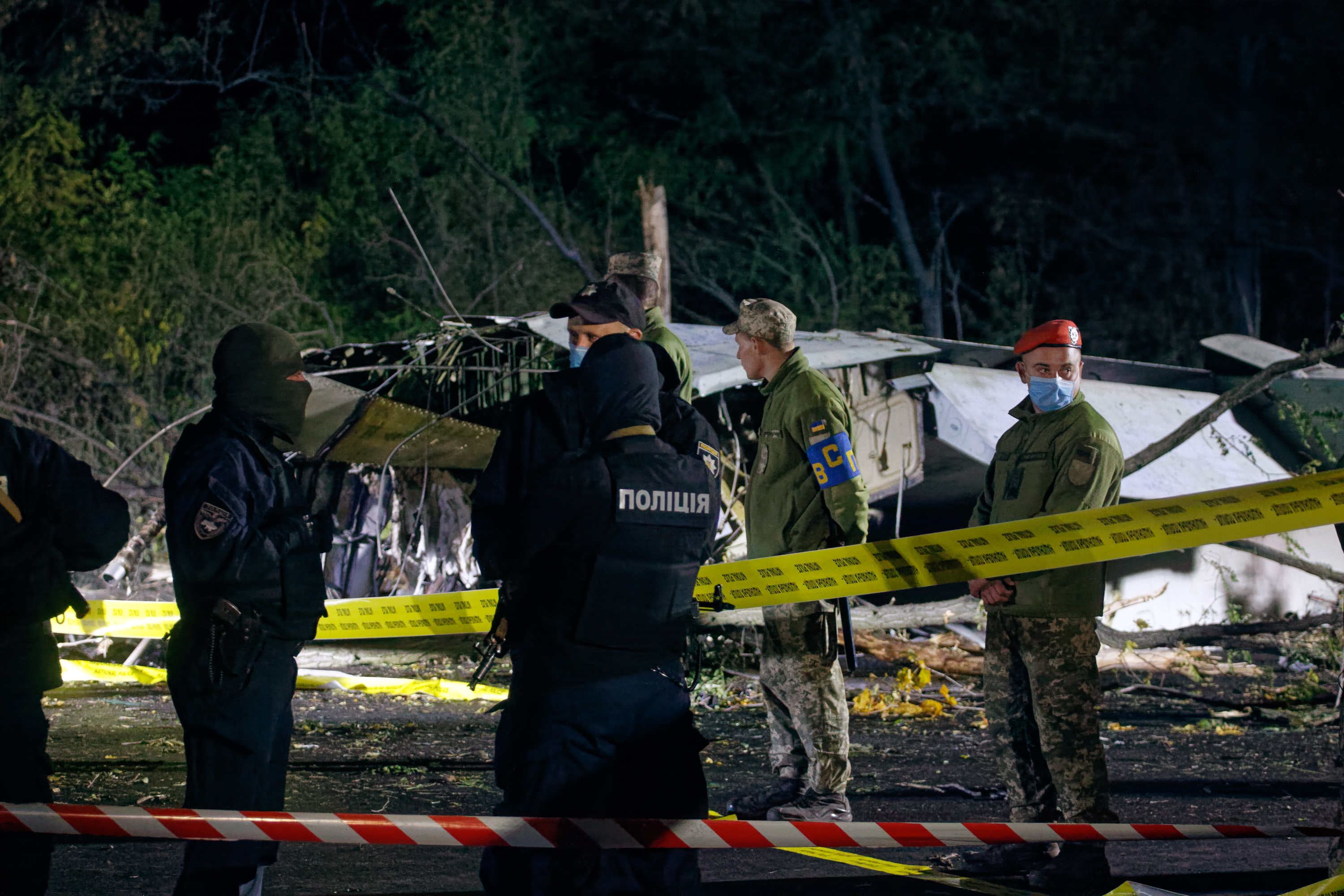
An-26の残骸

ウクライナでは9月26日を追悼の日とすることが宣言された。ハルキウでは、市民が花とランタンをハルキウ国立空軍大学の本館に持ち寄った。同日、ゼレンスキー大統領は、墜落原因が明らかになるまでAn-26および類似機の飛行を全て停止し、軍の装備品の技術的状態に関する情報を提供するよう指示した。大統領府副長官オレフ・タタロフによると、内務省は防衛契約を見直し、軍の装備品の購入とメンテナンスに関する防衛分野の犯罪捜査の統制を強化しなければならないという。国防大臣は、事故の遺族に157万6000フリヴニャ（5万6285ドル）の一時援助金を支払うことを決定した。これはウクライナ国防省の予算で賄われる。ウクライナ正教会のエピファニー大主教も哀悼の意を表した。

### 海外からの反応
この事故に対して、カナダ首相ジャスティン・トルドー、欧州連合外務・安全保障政策上級代表ジョセップ・ボレル、アゼルバイジャン大統領イルハム・アリエフおよび外相ジェイフン・バイラモフ、リトアニア外相リナス・リンケヴィチウス、ラトビア外相エドガルス・リンケビチュス、エストニア外相ウルマス・レインサル、ポーランド外相ズビグネフ・ラウ、欧州理事会議長シャルル・ミシェル、アメリカ、NATO、ノルウェー、モンテネグロ、クロアチア、オーストリア、アフガニスタン、デンマーク、イタリア、フランス、イギリス、カナダ、ドイツ、スペイン、スイス、スロベニア、モルドバ、ジョージア、ルーマニア、トルコ、スウェーデン、ブルガリア、アルバニアの外交使節が哀悼の意を表した。また、ロシア正教会のキリル大主教も哀悼の意を表した。

## 調査
ウクライナ国家捜査局および検察総長は、飛行規則違反およびその準備により大惨事と深刻な結果を引き起こしたとして、ウクライナ刑法第416条に基づき軍用機墜落事故の公判前捜査を開始した。
国家捜査局は、墜落の原因として、技術的な故障、パイロットのミス、飛行制御のエラー、不適切な整備などを検討した。
事故現場では、国家捜査局が関係専門家の協力を得て調査活動を開始し、合計50人の調査官が活動、50件以上の検査が命じられた。フライトレコーダーが発見され、解読のために送られた。飛行機の大きな残骸は、専門家による検査のために墜落現場から第203訓練航空旅団の敷地内の特別現場に運ばれた。
調査の時点で、訓練飛行の責任者は解任された。
国家捜査局主任捜査部長マクシム・ボルチャコフスキーは、飛行機の左エンジン故障に関する情報は信頼できないと述べた。
10月28日、国家委員会は事故の原因を次のように発表した。
- ハルキウ国立空軍大学の職員による飛行の組織に対する管理の欠如
- 大学における飛行規則の組織的違反
- 特別な状況に対する乗組員の訓練が不十分
- コンベア式離陸（事故当時は6回目の飛行が連続して行われていた）
- エンジン制御システムの故障
- 飛行スケジュール違反

2020年12月18日、国家捜査局は、ウクライナ空軍司令官セルヒー・ドロズドフが職務を怠り、重大な結果を招いた疑いがあると発表した。捜査局は、空軍司令官が適切な経験のない人物が航空機を操縦することを許可したと疑っている。
2020年12月22日、キーウ・ペチェールシク地方裁判所は、第203訓練航空旅団の旅団長ヴィアチェスラフ・フラズノフを過失と訓練および飛行規則違反の疑いで、また飛行管理者オレクサンドル・ジュークを準備および飛行規則違反、過失の疑いで拘留した。
2020年12月22日、キーウ・ペチェールシク地方裁判所は、ウクライナ空軍司令官セルヒーイ・ドロズドフを個人的な任務から解放し、キーウ市を離れないこと、居住地変更を通知すること、裁判所、検察庁、捜査局の要請に応じて出頭することを義務付けた。
2021年4月30日、国家捜査局は、軍事専門検察庁の検察官と合意し、An-26墜落事故に関与した新たな人物の容疑を報告した。具体的には、第203訓練航空旅団副司令官と、飛行訓練担当第203訓練航空旅団副司令官で、飛行の準備と実施の規則違反と兵役に対する怠慢の疑いがある。さらに、検察官は、墜落当時、ハルキウ国立空軍大学の学長代理を務めていた州議会議員の兵役怠慢の疑いがあると報告した。
2021年5月3日、国家捜査局によると、キーウ・ペチェールシク地区裁判所は、ハルキウ国立空軍大学元学長、第203訓練航空旅団副司令官、および飛行訓練担当副司令官に対して、予防措置として60日間の夜間自宅軟禁を命じた。